# ریشویک
ریشویک (به هلندی: Rijswijk) یک منطقهٔ مسکونی در هلند است که در آلتنا، هلند واقع شده‌است. ریشویک ۱٬۷۲۰ نفر جمعیت دارد.